# Jakov Mustapić
Jakov Mustapić (ur. 22 sierpnia 1994 w Zagrzebiu) – chorwacki koszykarz grający na pozycjach rozgrywającego lub rzucającego obrońcy, obecnie zawodnik OKK Sloboda Tuzla.
W sezonie 2011/2012 zadebiutował w barwach składu seniorów Cedevity, występując w dwóch spotkaniach. Zaliczył też trzy spotkania w Lidze Adriatyckiej. Jednocześnie bronił też barw II-ligowego Mladost Zagrzeb. Zespół Cedevity zdobył podczas tamtych rozgrywek wicemistrzostwo Chorwacji i Ligi Adriatyckiej oraz puchar Chorwacji.
29 maja 2017 został zawodnikiem Miasta Szkła Krosna.
21 czerwca 2019 podpisał umowę z Kingiem Szczecin.
23 sierpnia 2020 zawarł kontrakt z bośniackim OKK Sloboda Tuzla.

## Osiągnięcia
Stan na 24 sierpnia 2020, na podstawie, o ile nie zaznaczono inaczej.
Drużynowe
- Wicemistrz Chorwacji:
  - 2019
  - U–18 (2011, 2012)
- Zdobywca Pucharu Chorwacji (2019)

Reprezentacja
- Mistrz Europy U–18 (2012)
- Uczestnik mistrzostw:
  - świata U–19 (2013 – 8. miejsce)
  - Europy U–20 (2014 – 4. miejsce)
  - Europy U–18 (2011 – 8. miejsce, 2012)
- Zaliczony do II składu Eurobasketu U–18 (2012 przez eurobasket.com)
- Lider Eurobasketu U-18 w przechwytach (2012)